# San Javier (région de Murcie)
Pour les articles homonymes, voir San Javier.
San Javier est une ville de la région de Murcie en Espagne.